# 迈阿密市中心历史区
迈阿密市中心历史区（英語：Downtown Miami Historic District）是位于美国佛罗里达州迈阿密中央商务区内的国家历史区，于2005年12月6日正式列入国家史迹名录。该历史区占地约38英亩，主要由1903年至1955年间建造的商业建筑组成，涵盖了低层和高层建筑，其中不少出自知名建筑师之手，展现了不同时期的建筑风格。历史区的范围大致北至东北第3街，东至东南第3大道，南至东南第2街，西至西北迈阿密法院街，涵盖了传统迈阿密市中心商业区的核心地带。
该历史区的建筑主要集中建于1920年代佛罗里达房地产热潮时期，区内共有112栋建筑，其中73栋具有历史价值，39栋为非历史建筑，历史建筑占比达65%。建筑风格包括砖石结构本土风格（Masonry Vernacular）、商业风格（Commercial style）、地中海复兴式（Mediterranean Revival）、现代艺术风格（Art Moderne）和新古典复兴式（Neoclassical Revival）。尽管大部分建筑用于商业用途，但其中也包含少量多户住宅建筑和一座教堂。历史区内仅有19栋建筑超过6层，大多数建筑规模较小，且紧邻人行道。街道两侧的建筑雨棚和遮阳篷为行人提供荫蔽，路灯以标准化混凝土和金属灯杆为主，间或点缀装饰性铸铁街灯。
该历史区内有13栋建筑被单独列入国家史迹名录，包括城市国家银行大楼（City National Bank Building）、国会大厦（Congress Building）、阿尔弗雷德·杜邦大厦（Alfred I. Dupont Building）、耶稣会教堂及教区（Gesu Church and Rectory）、哈恩大厦（Hahn Building）、亨廷顿大厦（Huntington Building）、英格拉姆大厦（Ingraham Building）、迈耶-凯泽大厦（Meyer-Kiser Building）、美国邮局及第一联邦地区法院（U.S. Post Office and First Federal District Courthouse）、奥林匹亚剧院及办公楼（Olympia Theatre and Office Building）、安全大厦（Security Building）、肖尔兰拱廊（Shoreland Arcade）以及沃尔格林药店（Walgreen Drug Store）。